# Концерт для скрипки с оркестром (Брамс)
Концерт для скрипки с оркестром ре мажор (соч. 77) был написан Иоганнесом Брамсом в 1878 году в Пертшахе (Австрия). Произведение посвящено другу композитора ― скрипачу Йозефу Иоахиму. Это единственный скрипичный концерт Брамса и, по словам Иоахима, один из четырёх великих скрипичных концертов, написанных немецкими композиторами (наряду с концертами Бетховена, Бруха и Мендельсона).

## История
Премьера произведения состоялась в Лейпциге 1 января 1879 года под управлением композитора. Реакция на концерт была неоднозначной; так, Ганс фон Бюлов сказал, что он написан не для скрипки, а «против скрипки». Генрик Венявский назвал концерт «неиграбельным», а Пабло де Сарасате отказался его исполнять, потому что не хотел «стоять на сцене со скрипкой в руке и слушать, как гобой играет долгую мелодию во второй части». Однако, вопреки критическим замечаниям, многие музыковеды считают, что Брамс в концерте стремился не показать технику солиста, а «раскрыть» звуковой потенциал скрипки.

## Структура
Концерт состоит из трёх частей (изначально Брамс планировал сочинить четыре части):
- Allegro non troppo (ре мажор)

- Adagio (фа мажор)

- Allegro giocoso, ma non troppo vivace — Poco più presto (ре мажор)

## Состав оркестра
Концерт написан для скрипки и оркестра, состоящего из 2 флейт, 2 гобоев, 2 кларнетов in A, 2 фаготов, 2 валторн in D, и 2 валторн in E, 2 труб in D, литавр и струнных.